# Faaborg Rutebilstation
Faaborg Rutebilstation er Faaborgs busterminal for selskabet FynBus, indrettet i den tidligere Faaborg Banegård.

## Historie
Faaborg Banegård blev opført i 1882 som endestation for Ringe-Faaborg Banen (RFB), der i 1897 blev forlænget fra Ringe til Nyborg. På strækningen Faaborg-Korinth ligger skinnerne endnu, og her kører Syd Fyenske Veteranjernbane veterantog.
Faaborg blev også endestation for Odense-Nørre Broby-Faaborg Jernbane (ONFJ, 1906-1954).
Svendborg-Faaborg Banen (SFB, 1916-54) blev sluttet til Nyborg-Ringe-Faaborg Banen på Katterød Station, og togene kørte mellem Katterød og Faaborg på denne banes spor.
Stationsbygningen blev tegnet af arkitekt N.P.C. Holsøe og er bygget ud fra de samme tegninger som hans tidligere værk Aarhus Østbanegård (Aarhus Ø) fra 1877. Dette ses tydeligt, især på ældre billeder af de to banegårde. Luftfotos afslører desuden, at begge har samme placering ved begge byers havn og skov.

## Galleri
- Stationen set fra Banegårdspladsen
- Busholdepladsen en februardag